# Давенпорт (Вашингтон)
Давенпорт (англ. Davenport) — місто (англ. city) в США, в окрузі Лінкольн штату Вашингтон. Населення — 1703 особи (2020).

## Географія
Давенпорт розташований за координатами 47°39′22″ пн. ш. 118°9′7″ зх. д. / 47.65611° пн. ш. 118.15194° зх. д. (47.656162, -118.151937).  За даними Бюро перепису населення США в 2010 році місто мало площу 4,70 км², уся площа — суходіл. В 2017 році площа становила 4,31 км², уся площа — суходіл.

### Клімат
| Клімат : Давенпорт                 | Клімат : Давенпорт | Клімат : Давенпорт | Клімат : Давенпорт | Клімат : Давенпорт | Клімат : Давенпорт | Клімат : Давенпорт | Клімат : Давенпорт | Клімат : Давенпорт | Клімат : Давенпорт | Клімат : Давенпорт | Клімат : Давенпорт | Клімат : Давенпорт | Клімат : Давенпорт |
| Показник                           | Січ.               | Лют.               | Бер.               | Квіт.              | Трав.              | Черв.              | Лип.               | Серп.              | Вер.               | Жовт.              | Лист.              | Груд.              | Рік                |
| Абсолютний максимум, °C            | 14,4               | 15,6               | 22,8               | 32,2               | 34,4               | 38,9               | 40,6               | 39,4               | 37,8               | 30,0               | 20,0               | 16,1               | 40,6               |
| Середній максимум, °C              | −0,5               | 2,9                | 8,6                | 14,0               | 18,8               | 22,9               | 27,7               | 28,2               | 22,7               | 15,1               | 4,8                | −0,3               | 13,8               |
| Середня температура, °C            | −3,9               | −1                 | 3,3                | 7,2                | 11,4               | 15,1               | 18,8               | 19,1               | 14,1               | 7,7                | 0,9                | −3,7               | 7,5                |
| Середній мінімум, °C               | −7,4               | −5                 | −2                 | 0,4                | 4,1                | 7,2                | 9,8                | 9,8                | 5,4                | 0,2                | −2,9               | −7,2               | 1,1                |
| Абсолютний мінімум, °C             | −33,3              | −31,7              | −22,8              | −7,8               | −6,7               | −2,8               | −1,7               | −1,7               | −6,7               | −18,3              | −30                | −30,6              | −33,3              |
| Норма опадів, мм                   | 37                 | 31                 | 33                 | 26                 | 36                 | 26                 | 20                 | 14                 | 17                 | 22                 | 48                 | 49                 | 359                |
| Днів з опадами                     | 7,7                | 6,9                | 8,0                | 6,3                | 7,6                | 6,9                | 4,0                | 3,4                | 4,5                | 5,3                | 10,2               | 9,2                | 80,0               |
| Днів зі снігом                     | 4,5                | 2,6                | 1,0                | 0,1                | 0,0                | 0,0                | 0,0                | 0,0                | 0,0                | 0,1                | 2,3                | 4,7                | 15,3               |
| ---------------------------------- | ------------------ | ------------------ | ------------------ | ------------------ | ------------------ | ------------------ | ------------------ | ------------------ | ------------------ | ------------------ | ------------------ | ------------------ | ------------------ |
| Джерело: NOAA (normals, 1971–2000) |                    |                    |                    |                    |                    |                    |                    |                    |                    |                    |                    |                    |                    |

## Демографія
Згідно з переписом 2010 року, у місті мешкали 1734 особи в 694 домогосподарствах у складі 445 родин. Густота населення становила 369 осіб/км².  Було 750 помешкань (159/км²).
Расовий склад населення:
| - 95,3 % — білих - 1,2 % — корінних американців - 0,1 % — вихідців з тихоокеанських островів - 0,1 % — чорних або афроамериканців - 0,1 % — азіатів |

До двох чи більше рас належало 2,6 %. Частка іспаномовних становила 2,7 % від усіх жителів.
За віковим діапазоном населення розподілялося таким чином: 25,5 % — особи молодші 18 років, 55,5 % — особи у віці 18—64 років, 19,0 % — особи у віці 65 років та старші. Медіана віку мешканця становила 40,0 року. На 100 осіб жіночої статі у місті припадало 90,8 чоловіків;  на 100 жінок у віці від 18 років та старших — 85,2 чоловіків також старших 18 років.
Середній дохід на одне домашнє господарство  становив 58 303 долари США (медіана — 46 736), а середній дохід на одну сім'ю — 75 603 долари (медіана — 60 938). Медіана доходів становила 51 923 долари для чоловіків та 35 179 доларів для жінок. За межею бідності перебувало 19,0 % осіб, у тому числі 38,3 % дітей у віці до 18 років та 5,0 % осіб у віці 65 років та старших.
Цивільне працевлаштоване населення становило 700 осіб. Основні галузі зайнятості: освіта, охорона здоров'я та соціальна допомога — 21,6 %, будівництво — 12,9 %, науковці, спеціалісти, менеджери — 11,9 %.